# Charles Cary Rumsey

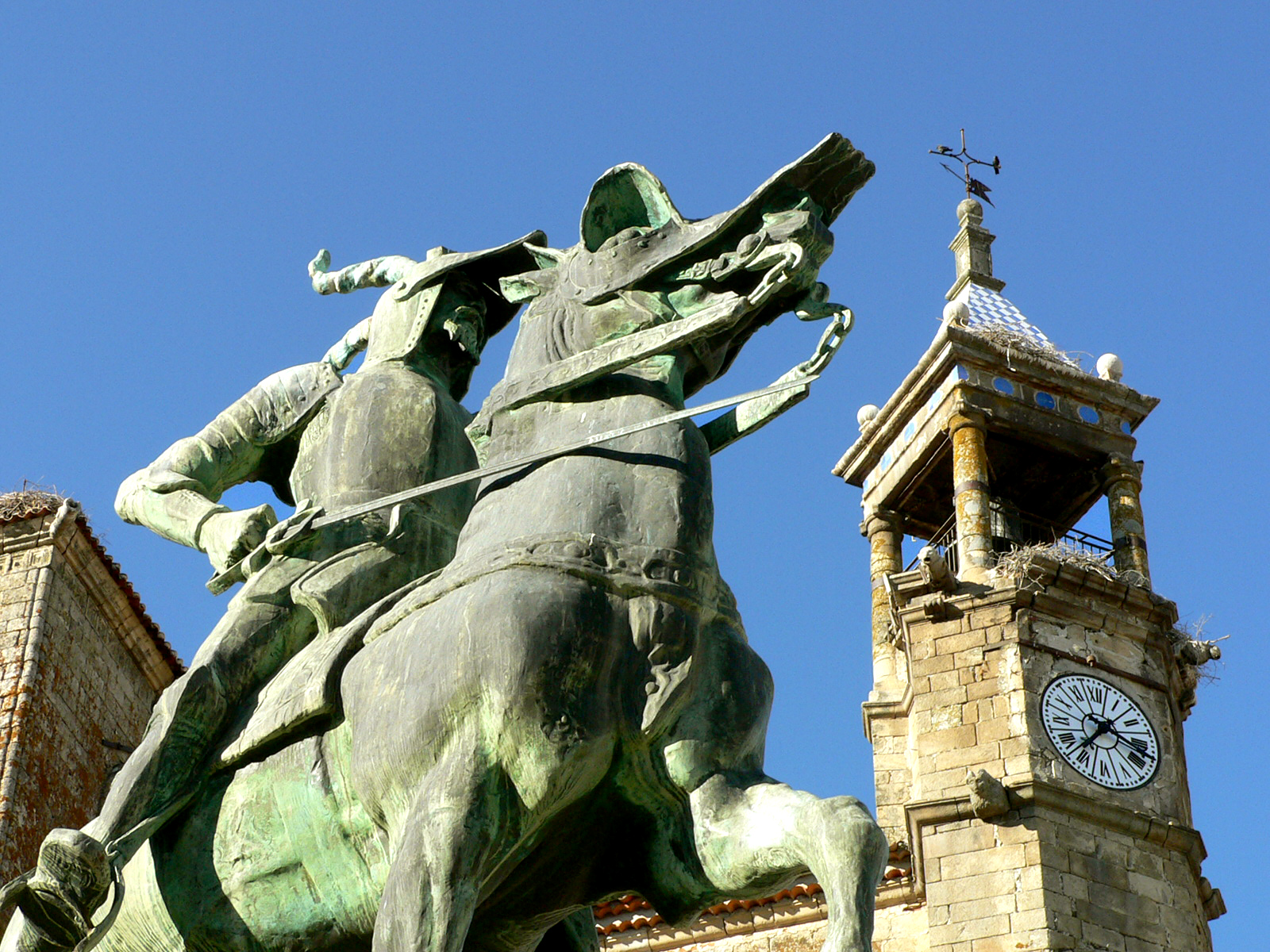
Pizarro-Denkmal in Trujillo

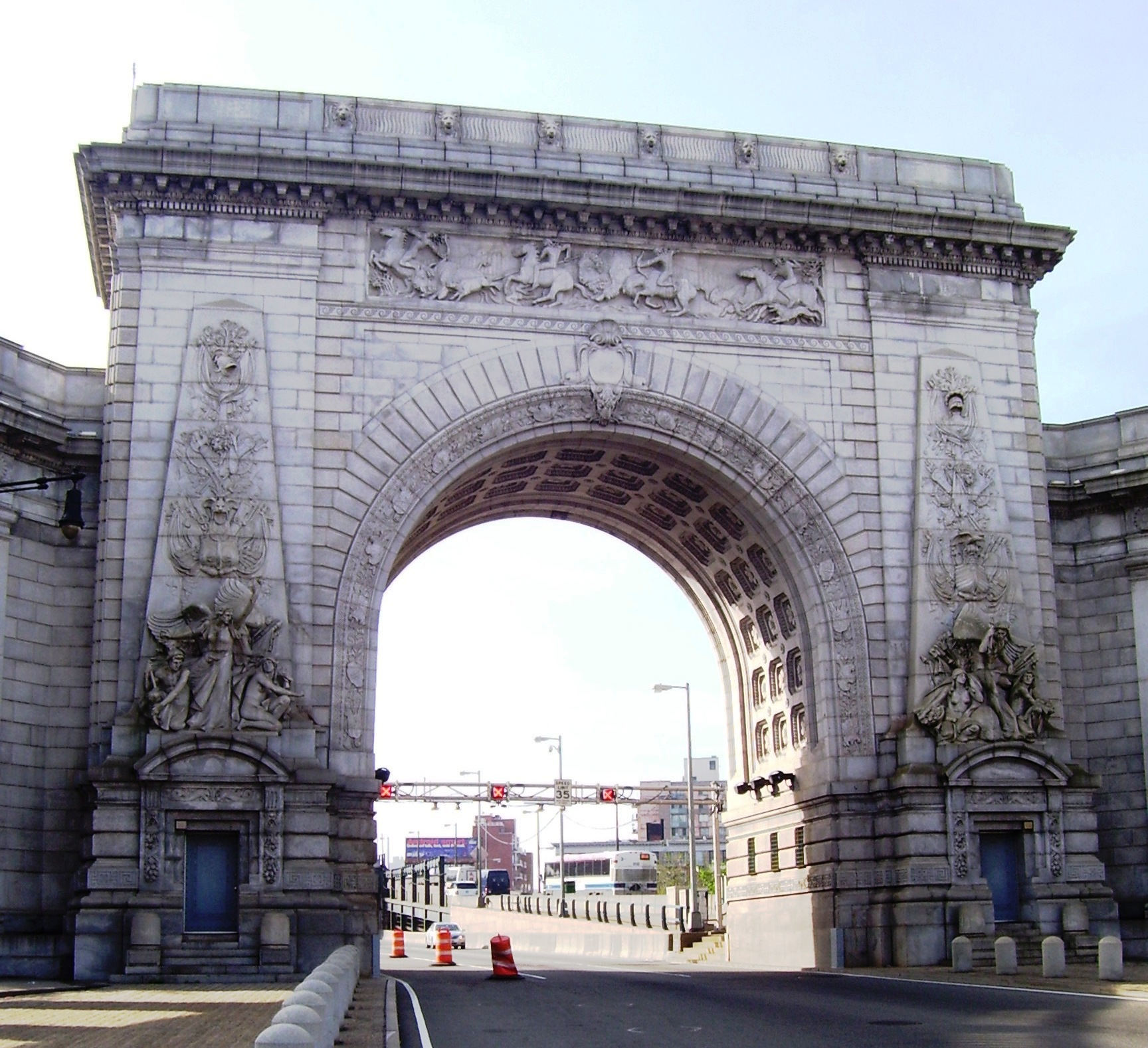
Bogen der Manhattan Bridge mit Rumseys Büffeljagd-Fries

Charles Cary Rumsey (* 29. August 1879 in Buffalo, New York; † 21. September 1922 bei Glen Head, Long Island, New York) war ein US-amerikanischer Bildhauer.

## Leben
Rumsey war ein Sohn des Eisenbahnmagnaten Laurenzo (Laurence) Dana Rumsey und der Jennie Cary Rumsey sowie ein Neffe des Bildhauers Seward Cary. Er hatte vier Geschwister, darunter die spätere Malerin Evelyn Rumsey Lord. Ein Onkel, George Cary, war Architekt, Evelyn Rumsey Cary, seine Tante, malte das Bild The Spirit of Niagara, das als Vorlage für das Plakat zur Pan-American Exposition 1901 diente. Bei dieser Ausstellung war Rumsey mit der Figur eines Indianers vertreten.
1893 begann ein zweijähriger Aufenthalt in Paris, wo Rumsey seine künstlerischen Talente unter der Anleitung von Paul Wayland Bartlett erprobte, danach kehrte er nach Buffalo zurück und studierte dann bis 1902 an der Harvard University. Danach vervollständigte er seine künstlerische Ausbildung an der Boston Art School bei Bela Lyon Pratt und in Paris; zu seinen Lehrern gehörte Emmanuel Frémiet.
Als passionierter Reiter, Polospieler und Pferdeliebhaber schuf er vor allem plastische Pferde- und Reiterporträts. Beim Reitsport lernte er um 1906, nachdem er in die USA zurückgekehrt war, auch seine spätere Ehefrau Mary (geborene Harriman, 1881–1934) kennen, eine Schwester von William Averell und E. Roland Harriman. Deren Vater E. H. Harriman erteilte ihm den Auftrag, einen Brunnen für eines seiner Anwesen in Arden zu gestalten. Rumsey schuf für diesen Brunnen eine Pansgestalt mit einem Leoparden. Er erhielt dann weitere Aufträge von der Familie, woraufhin auch ein Brunnen mit den Drei Grazien entstand.
Unter anderem sollte er auch Mary, die älteste Tochter des Hauses, zusammen mit ihrem Lieblingspferd darstellen. Obwohl die jungen Leute einander bei den Sitzungen zu diesem Kunstwerk, einem Basrelief, näherkamen, überraschte die Nachricht von ihrer Verlobung die Gesellschaft. Allgemein war angenommen worden, Mary Harriman werde den reichen Robert Walton Goelet heiraten.
Charles Cary Rumsey kämpfte im Ersten Weltkrieg. Beim Brand der National Academy of Design 1919 wurden etliche seiner Werke zerstört.
1921 erhob sich ein heftiger Streit um The Pagan, eine Frauenfigur, die Charles Cary Rumsey zum „amerikanischen Salon“ eingereicht hatte, der im Südflügel des Metropolitan Museum of Art stattfinden sollte. Die Jury hatte das Kunstwerk zunächst als obszön abgelehnt. The Pagan sollte eine bolschewistische Frau darstellen. In der New York Times wurde die Statue unter anderem als „study of brawn and fat, bulging muscles, obtuse angles, lumpy curves, with thick outward layers of flesh in rolls and creases“ beschrieben.
Anderthalb Jahre später kam der Bildhauer bei einem Autounfall ums Leben. Ursprünglich hatte er mit dem Zug von Roslyn nach Hause nach Wheatley Hills fahren wollen, hatte dann aber seinen Bekannten Irving Hare getroffen und diesen samt seiner Verlobten zu sich nach Hause zum Essen eingeladen. Man hatte daraufhin beschlossen, den Rest der Strecke von Forest Hills aus in Hares Auto zurückzulegen. Bei einer Eisenbahnbrücke an der Tulip Avenue, einem gefürchteten Unfallschwerpunkt, hatte Hares Wagen nach dessen Aussage eine Reifenpanne, geriet ins Schleudern, tangierte ein anderes Fahrzeug und prallte dann gegen die Steinbrücke. Rumseys Schädel wurde dabei zerschmettert; er starb wenige Minuten nach dem Unfall. 1987 wurde eine verkleinerte Reproduktion des Drei-Grazien-Brunnens auf dem Forest Lawn Cemetery, wo Rumsey begraben liegt, aufgestellt.

## Werke und Nachwirkungen
Rumsey schuf unter anderem 1916 einen Fries mit Indianern, Büffeln und Pferden am Bogen der Manhattan Bridge in New York, die Reiterstatue eines sterbenden Indianers, die ins Brooklyn Museum gelangte, sowie das Soldaten- und Matrosendenkmal in Brooklyn. In Trujillo wurde sein Reiterdenkmal Francisco Pizarros aufgestellt. Die Figuren des Brownsville Memorial in Brooklyn schuf er 1921 im Art-Déco-Stil.
1927 wurde eine Ausstellung mit seinen Werken veranstaltet. Jährlich wird der nach ihm benannte Rumsey Prize for Sculpture vergeben. Im Burchfield-Penney Art Center in Buffalo befinden sich zahlreiche Werke des Künstlers; vor der dortigen Albright-Knox Art Gallery steht eine seiner Pizarro-Figuren und vor dem Buffalo & Erie County Historical Society Museum steht seine Figur eines Kentauren.